# もろ差し
もろ差し（もろざし）とは、相撲において、自分の左右の腕を対戦相手の脇の下に入れる（両下手）など、両腕と胸、腹を相手の胴体に密着させ、相手のまわしをつかむ腕を密着している取り組みの体勢。「二本差し」ともいう。なお、もろ差しをされた相手が、両上手から左右のまわしを掴むとその体勢は、外四つと呼ばれる。

## 概要
「差し」とは相手の脇に自分の腕を入れることをいい、もろ差し（両差し）とは、両腕とも相手の両脇に差し入れる状態のことである。この状態は、一般には、相手を制御しやすい有利な体勢とされる。相手より身体の重心を低くして潜り込み、いわば「万歳」状態になった相手を持ち上げられる体勢だからである。これに対して、相手は閂（かんぬき）や小手投げ、上手投げで反撃してくるのが普通である。もろ差しから相手のまわしを取る場合は、浅くまわしを取った方がよく、時には拝むように前まわしを取り、引きつけつつ押す体勢にもっていくことをねらう。深く差すと逆に閂を決められやすいのである。両腕で相手の片腕を挟むようにする差し方ももろ差しと呼び、こちらは主に相手の当たりをせき止める目的で使われる技術である。また、小兵力士はもろ差しを得意とする者が多く、長身の力士に対して有効な技でもあるが、長身の力士側がもろ差された状態から肩越しに上手を取り、そこから攻勢に出ることもあるから、もろ差しを取ることは基本的には有利であるが、常に絶対に有利であるとは限らない。もろ差しを得意とする力士は差し味が良いと言われ、相撲における武器の一つである。もろ差しから繰り出す決め手には、寄り切り、吊り出し、下手投げ、掬い投げが多い。
昭和期のもろ差しの名人として、よく引き合いに出されるのが、信夫山治貞（関脇が最高位。以下同じ）、鶴ヶ嶺昭男（関脇）、大雄辰實（前頭筆頭）、逆鉾伸重（関脇）らである。両腕を挟む形のもろ差しの使い手として若手時代の大鵬幸喜が知られている。